# نامبروان تا بی‌نهایت
شماره یک تا بی‌نهایت (انگلیسی: #1 to Infinity) ششمین آلبوم گردآوری‌شده از خواننده-ترانه‌نویس و تهیه‌کننده اهل ایالات متحده آمریکا ماریا کری است. این آلبوم در ۱۵ مه ۲۰۱۵ ازطریق سونی میوزیک منتشر شد. آلبوم شامل ۱۸ تک‌آهنگ رتبه یک کری در ۱۰۰ آهنگ داغ بیلبورد ایالات متحده آمریکا است.